# قلمرو خلیج جرویس
قلمروی خلیج جرویس (انگلیسی: Jervis Bay Territory) قلمروی در کشور مشترک‌المنافع استرالیا است که توسط نیو ساوت ولز محصور شده‌است.
قلمروی خلیج جرویس ۶۷٫۸ کیلومتر مربع مساحت و ۳۷۷ نفر جمعیت دارد.
این قلمرو در سال ۱۹۱۵ بنیانگذاری شده‌است.